# Ракоход
Ракохо́д (ср.-лат. cancrizans, нем. Krebsgang) в музыке — вид полифонической техники композиции, проведение темы (в риспосте) в обратном движении, от последней ноты к первой; то же, что ракоходная имитация. В широком смысле ракоход — любое (в т. ч. и в музыке неполифонического склада) ракоходное изложение тематического материала.

## Исторический очерк
Один из первых примеров ракохода — в трёхголосном рондо́ Гильома де Машо «Мой конец — моё начало» (фр. Ma fin est mon commencement), где на ракоход намекает уже название пьесы. Жоскен Депре в (последнем) Agnus Dei мессы L’homme armé VI тона в двух нижних голосах контрапунктически проводит первую часть песни в прямом движении и ракоход второй части песни, а затем наоборот (первую часть в ракоходе, а вторую — в прямом движении), на фоне которых возникает множество канонов в парах голосов, а затем во всех четырёх голосах. 
У Баха техника ракохода применяется в одном из канонов «Музыкального приношения» (авторское обозначение нейтрально: Canon a2). Один голос излагает так называемую «королевскую тему» (лат. thema regium), а второй ему контрапунктирует; по окончании темы всё повторяется ракоходно, при этом голоса меняются местами (в двойном контрапункте). После этого весь канон повторяется, в свою очередь, в двойном контрапункте. 
В классико-романтическую эпоху композиторы не увлекались ракоходами. В соответствии с принципами господствовавшей в те времена музыкальной эстетики тема должна быть рельефной — индивидуальной и узнаваемой; в ракоходе же тема меняется до неузнаваемости, её индивидуальность теряется. 
В XX веке интерес к ракоходу возобновился (вместе с интересом к старинной музыке вообще). Так, у И. Ф. Стравинского в Кантате на стихи неизвестных английских поэтов XV—XVI веков (1952), в Ричеркаре II для тенора solo каждая фраза (кроме рефрена) проходит в прямом движении и тут же дана ракоходно. Ракоходы применяли Л. Даллапиккола, П. Хиндемит и другие композиторы-полифонисты XX века.